# Xã Grand Harbor, Quận Ramsey, Bắc Dakota
Xã Grand Harbor (tiếng Anh: Grand Harbor Township) là một xã thuộc quận Ramsey, tiểu bang Bắc Dakota, Hoa Kỳ. Năm 2010, dân số của xã này là 163 người.